# Xiphiacetus
Xiphiacetus es un género extinto de cetáceos que vivieron durante el Mioceno (entre principios del Burdigaliense a finales del Tortoniense, entre hace 20.4 a 7.2 millones de años en Europa y la costa este de Estados Unidos.
du Bus, 1872 describió a Priscodelphinus cristatus basándose en cráneos parciales y pobremente preservados con hocicos extremadamente largos y estrechos, con un alto número de dientes densamente agrupados. Él estimó que el rostro de un espécimen grande mediría 90 centímetros de largo y el neurocráneo mediría 20 centímetros de largo, siendo levemente más ancho. También encontró una serie de vértebras cervicales bien preservadas y algunas de las vértebras torácicas más anteriores.
Kellogg, 1925 describió a Eurhinodelphis bossi basándose en un cráneo casi completo al que le faltaban los huesos del oído y las mandíbulas, con dieciséis vértebras, diez costillas, una escápula incompleta, un húmero, y un esternón parcial. Kellogg nombró a esta especie por su descubridor, Norman H. Boss, quien halló al espécimen tipo en 1918. Kellogg también describió varios otros fósiles.
Lambert, 2005 recombinó a estos dos taxones y los situó bajo el nuevo nombre de género Xiphiacetus.